# Robert Prentice
Robert Russell Prentice (Burntisland, 1883 – Eastbourne, 28 de setembro de 1960) foi um arquiteto escocês que realizou inúmeras obras no Rio de Janeiro.
Robert Russell Prentice nasceu em Fife em 1883 e foi educado em Highgate School. Ele serviu seus artigos sob George Washington Browne na empresa de Peddie & Washington Browne, Edimburgo, posteriormente estudando na École des Beaux-Arts, em Paris, por dois anos, antes de se mudar para Londres em 1907, para integrar a equipe de Mewes & Davis. Em 1910, emigrou para Buenos Aires, onde ele entrou no escritório do ML Fauré Dujarric, que o levou em parceria no ano seguinte. A parceria durou pouco, e Prentice retornou à Grã-Bretanha no início da guerra, em 1914, para servir como um técnico no RFC e RAF. Em 1919, Prentice retornou à Buenos Aires para começar a prática independente, mas a partir de sua casa e escritório central no Rio de Janeiro. Ele foi eleito FRIBA no início de 1925, e em algum momento ele pegou A Spandi em parceria.
Seus principais edifícios da América do Sul incluem o Ministério dos Negócios Estrangeiros, no Rio, a Estação Ferroviária Central Córdoba, em Buenos Aires, e os escritórios da companhia de seguros Sul-América em ambas as cidades. Embora o seu trabalho é pouco conhecido no Reino Unido, Prentice foi um dos melhores arquitetos de sua geração.
Em 1938 Prentice foi provisoriamente nomeado arquiteto executante para a nova embaixada britânica no Rio de Janeiro. Um grande local foi adquirido em janeiro de 1939 e os projetos por ele foram feitos pelo arquiteto da Secretaria de Obras, A J Pitcher. Este não se encontrou com a aprovação do embaixador, Sir Hugh Gurney, que tinha sido radicalmente revisto pelo Prentice. O projeto foi arquivado em outubro de 1939 e não voltou até 1944, quando o Comitê de Alojamento e Serviço de Estrangeiros e do novo embaixador, Sir Noel Charles, instruiu Prentice para reformular o projeto de novo, para que ele não seria ofuscado pela embaixada americana adjacente. O esquema agora formou um grande palácio em bloco de treze baías de comprimento, com um pórtico tetrastyle central, levantado sobre uma base de mármore com escadas duplas que formavam um terraço no primeiro andar, por trás era um quadrilátero formando os apartamentos privados do embaixador, protegido por colunatas. Todo o esquema foi de notável sofisticação, com interiores em uma maneira Adam-Louis Seize. A construção começou em 1946 e foi concluída em 1950, a um custo de £ 400.000. Tornou-se redundante, em 1972, após a capital mudar-se para Brasília e foi vendido para o município como o Palácio da Cidade, em 1975. Prentice retirou-se para Eastbourne em 1952 e morreu em 28 de setembro de 1960.
Foi um dos representantes da art déco no Rio, onde projetou entre outras obras o edifício Labourdette na av. Atlântica, o edifício Sulacap na rua da Alfândega, os edifícios Castelo, Raldia e Nilomex na av. Nilo Peçanha, o edifício Standard na av. Pres. Wilson, o conjunto A praia do Flamengo e o edifício Itaoca em Copacabana.
A estação de Barão de Mauá - cujo nome homenageou o pioneiro da ferrovia no Brasil -, popularmente conhecida como Leopoldina, inaugurada em 1926, foi desenhada pelo arquiteto escocês, que projetou também o Palácio das Cidades, sede da prefeitura, em Botafogo. O engenheiro Hélio Suêvo, autor do livro “A formação das estradas de ferro no Rio de Janeiro”, diz que a estação é um exemplar da arquitetura eduardiana no Brasil, inspirada em construções palacianas inglesas. De estilo eclético, o prédio, no entanto, é assimétrico, já que não foram seguidos à risca os traços do escocês. Sua parte central só tem continuidade para o lado direito. Ficou faltando o lado esquerdo, previsto no projeto original.
Projetou o Cine Metro, em São Paulo e cine Metro-Tijuca no Rio, ambos já demolidos. Em 1929 seu escritório foi escolhido para a reforma do Elevador Lacerda em Salvador.
Junto com  Anton Floderer projetou a biblioteca do Palácio do Itamaraty no Rio. O projeto foi escolhido depois de um concurso promovido pelo Instituto de Arquitetos do Brasil. Foi construído entre 1928 e 1930 para guardar os arquivos, biblioteca e mapas doados ao governo pelo barão de Rio Branco..
Foi um dos envolvidos, em 1937, no projeto da Estação Central do Brasil, junto com Roberto Magno de Carvalho, Geza Heller e Adalberto Szilard.
Em 1947 projetou o prédio da Embaixada Britânica - posteriormente tornou-se o Palácio das Cidades -, em Botafogo, Rio de Janeiro, exemplo de arquitetura eclética.